# Biederthal
Biederthal je francouzská obec v departementu Haut-Rhin v regionu Grand Est. V roce 2014 zde žilo 288 obyvatel.

## Poloha obce
Obec leží u hranic Francie se Švýcarskem.
Sousední obce jsou: Burg im Leimental (Švýcarsko), Metzerlen-Mariastein (Švýcarsko), Oltingue, Rodersdorf (Švýcarsko) a Wolschwiller.

## Vývoj počtu obyvatel
Počet obyvatel